# Thrasyopsis repanda
Thrasyopsis repanda là một loài thực vật có hoa trong họ Hòa thảo. Loài này được (Nees) Parodi miêu tả khoa học đầu tiên năm 1946.